# Forcipomyia nemus
Forcipomyia nemus är en tvåvingeart som beskrevs av Debenham 1983. Forcipomyia nemus ingår i släktet Forcipomyia och familjen svidknott. Inga underarter finns listade i Catalogue of Life.